# Quezaltepeque (vulkaan)
Quezaltepeque is een vulkaanveld in het departement Chiquimula in Guatemala. De vulkaan ligt ongeveer vijf kilometer ten zuiden van de plaats Quezaltepeque en met een hoogte van 1200 meter. Ze bestaat bestaat uit lavastromen uit een reeks van openingen.
Het veld barstte voor het laatst uit in het Holoceen. In het gebied zijn er met erupties zonder explosies lavastromen van basalt naar buiten gekomen via een noord-zuid lopende breuk.